# Мещанская полицейская часть (Москва)
Мещанская полицейская часть — историческое здание (комплекс зданий) в Москве, построенное во второй половине XVIII — первой половине XIX века. Выявленный объект культурного наследия. Расположена на улице Дурова, дом 49, на углу с улицей Щепкина; часть здания выходит на улицу Гиляровского, дом 29.

## История
Здание на углу Божедомки и 3-й Мещанской улицы (ныне улицы Дурова и Щепкина) сформировалось на основе двух разновременных зданий. Наиболее ранний корпус, первоначально, скорее всего, одноэтажный, находится в глубине квартала, вытянут с запада на восток. Это могло быть здание мастерской или красильни из существовавшего до 1782 года купеческого владения. Позднее к нему пристроен корпус на углу улиц. В начале 1800-х гг. владение принадлежало графу А. Г. Орлову, между 1803 и 1806 гг. оно перешло к Дворянскому собранию, а между 1816—1818 гг. здание занял съезжий дом Мещанской полицейской части. В 1838 году здание перестроено архитектором Л. С. Томашевским Позднее к крылу здания пристроены галереи, на месте передней из которых в начале XX века возведён корпус, выходящий к современной улице Гиляровского. Над главным входом находилась каланча (не сохранилась).

## Архитектура
Здание выполнено в стилистике раннего классицизма. Оконные проёмы зрительно укрупнены за счёт больших плоских ниш. Сохранился первоначальный белокаменный карниз на дворовом фасаде, карнизы уличных фасадов были переделаны при сооружении поздней пристройки.